# Raciąż
Raciąż é um município da Polônia, na voivodia da Mazóvia e no condado de Płońsk. Estende-se por uma área de 18,6 km², com 4 520 habitantes, segundo os censos de 2016, com uma densidade de 538,1 hab/km².